# Stadtpfarrkirche Oberwölz

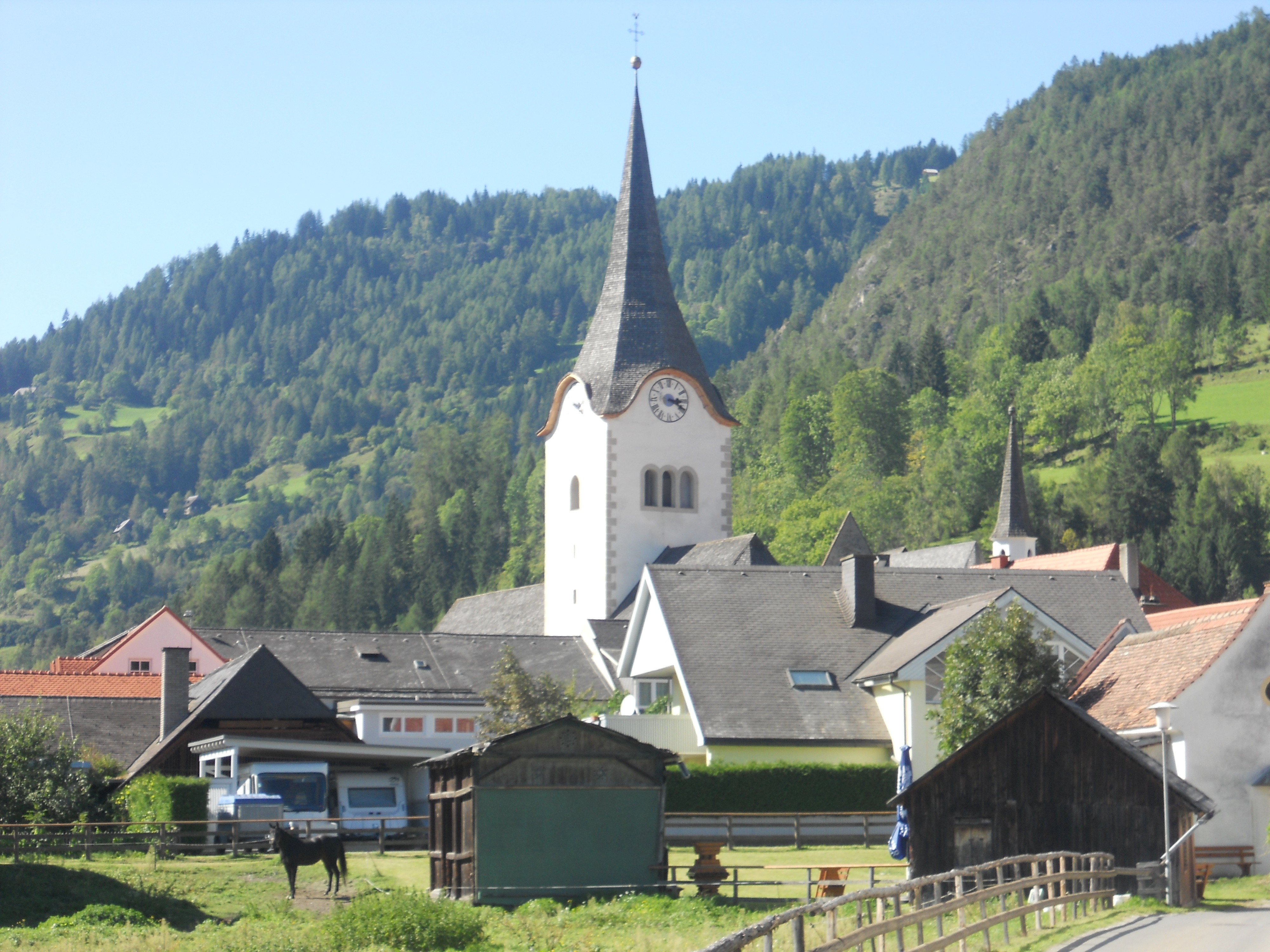
Katholische Pfarrkirche hl. Martin in Oberwölz

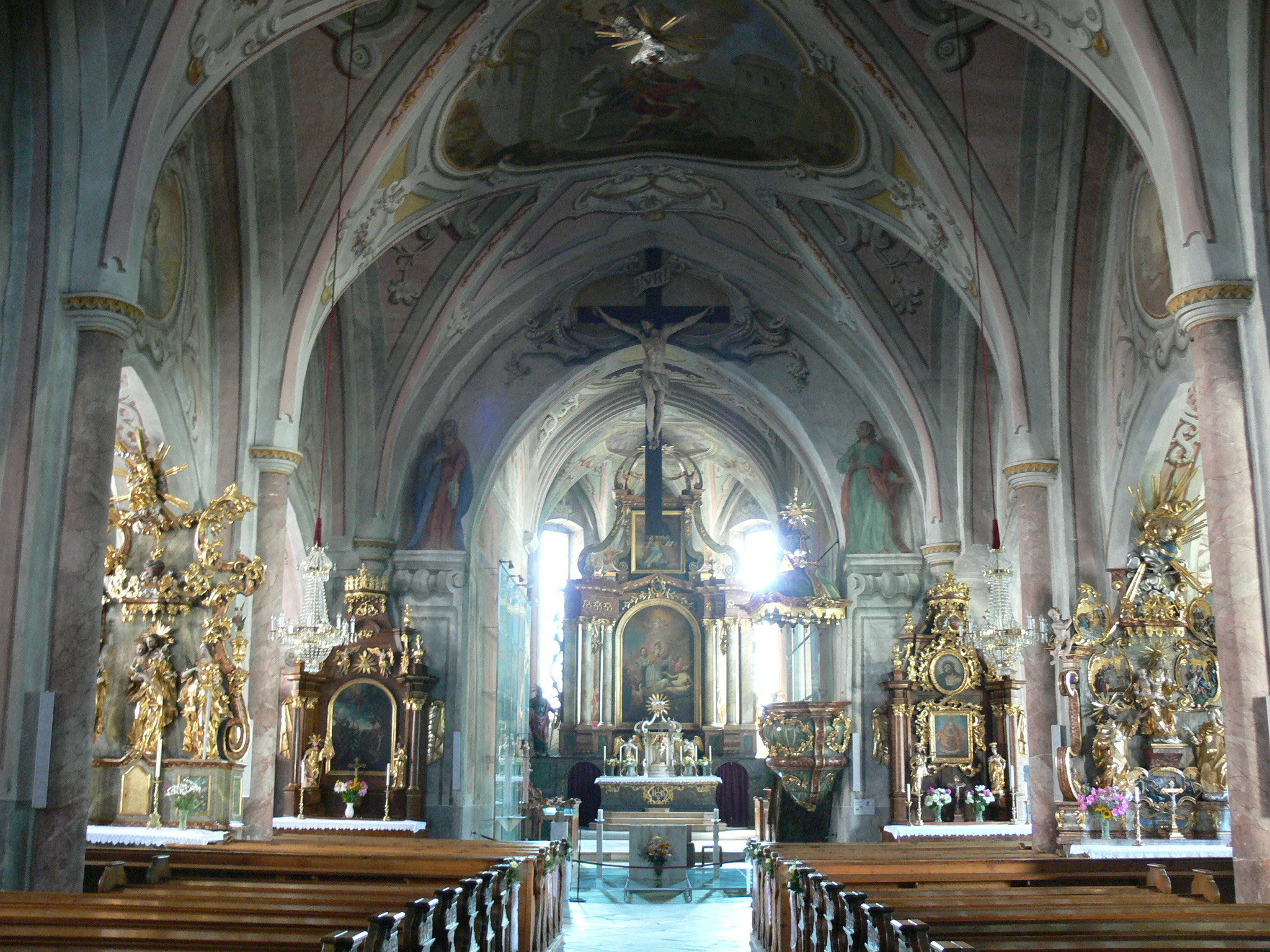
Langhaus: Blick zum Chor

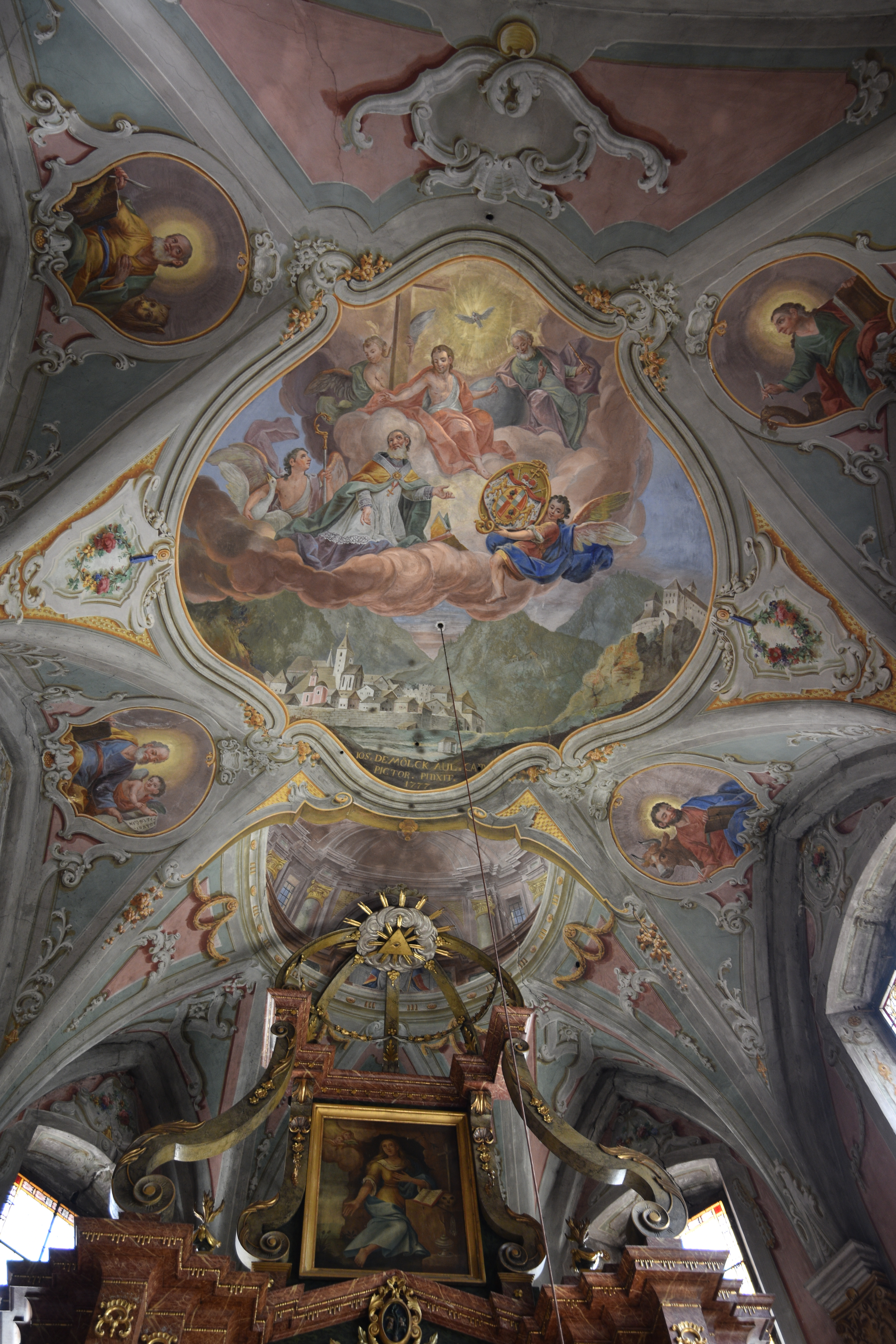
Chorgewölbe mit Oberwölzer Stadtansicht

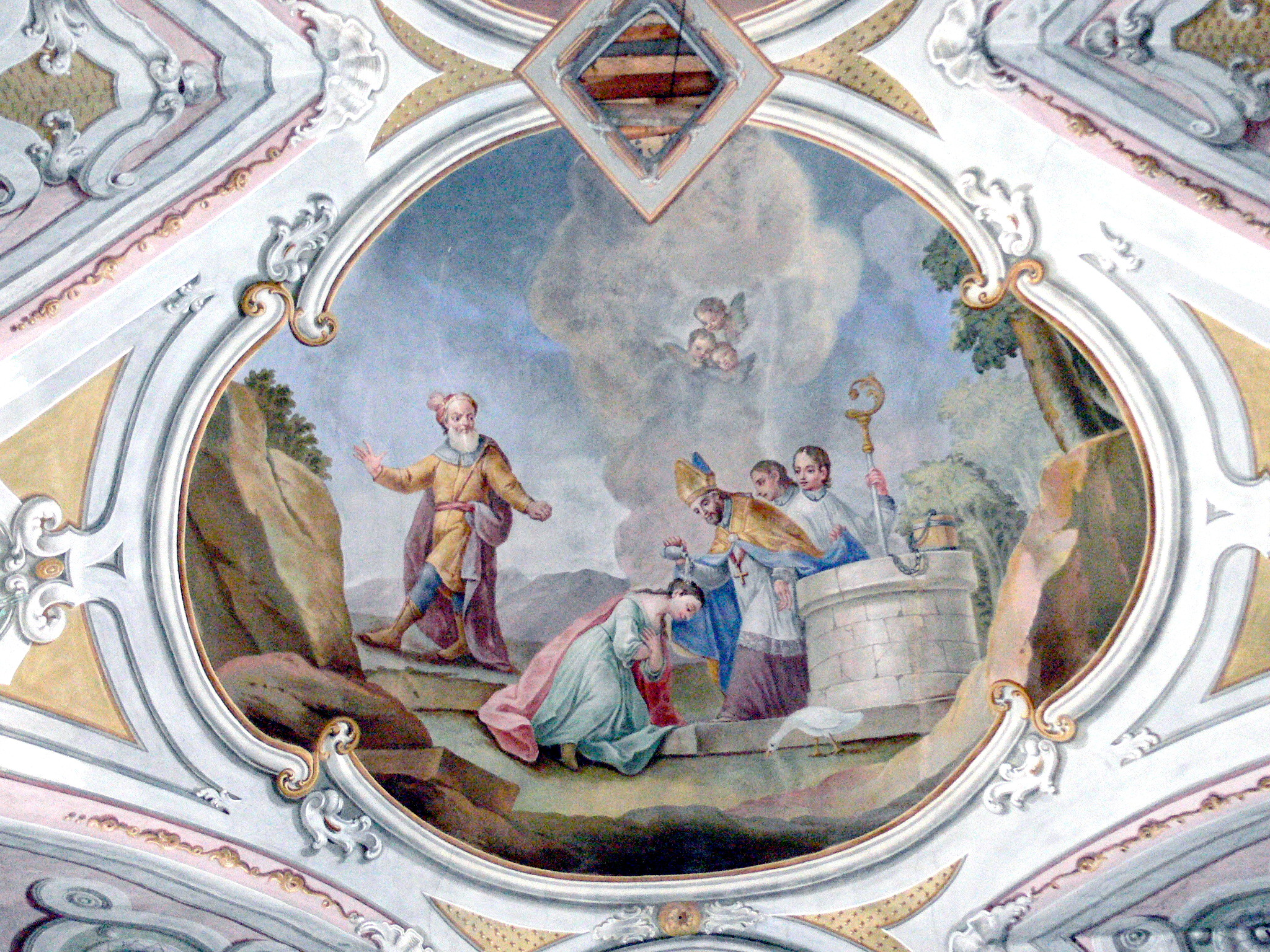
Deckenfresko der hl. Martin tauft seine Mutter

Die Stadtpfarrkirche Oberwölz steht am südlichen Ende des Hauptplatzes in der Stadtgemeinde Oberwölz im Bezirk Murau in der Steiermark. Die mit dem Patrozinium Heiliger Martin von Tours versehene römisch-katholische Pfarrkirche gehört zum Dekanat Murau in der Diözese Graz-Seckau. Die Kirche und der ehemalige Kirchhof stehen unter Denkmalschutz (Listeneintrag).

## Geschichte
Urkundlich wurde 1248 eine Kirche genannt.
Nach einem Brand 1480 wurde die romanische Kirche wiederaufgebaut und östlich mit einem gotischen Chor und westlich mit einer Vorhalle erweitert; der basilikale Charakter des Kirchenäußeren wurde durch die Verschmelzung der drei Dächer zu einem einzigen Dach verwischt.

## Architektur
Der Kirchenbau besteht aus einer spätromanischen Pfeilerbasilika mit einem mächtigen Chorquadratturm, nach 1480 um einen gotischen Chor und eine Vorhalle an der Westfront erweitert. Der Chor hat zweifach abgetreppte Strebepfeiler, einige einfache Strebepfeiler gibt es auch beim Langhaus. An der Langhausnordseite ist ein romanisches Fenster erhalten. Der Turm hat gekuppelte Dreier-Schallfenster und trägt einen achtseitigen Spitzhelm. Die dreiachsige mittig erhöhte gotische Vorhalle im Westen ist mit Spitzbögen geöffnet und hat Netz- und Sternrippengewölbe auf Konsolen. Das profilierte rundbogige Westportal hat einen gedrückten kielbogigen Wimperg. Das rechteckige Südportal hat einen eingestellten Schulterbogen.
Der Gesamteindruck wird im Kircheninneren durch die barocken Fresken bestimmt. Das Kircheninnere zeigt ein dreischiffiges fünfjochiges Langhaus, das Mittelschiff mit etwa der doppelten Höhe der Seitenschiffe ist mit diesen durch Spitzbogenarkaden verbunden. Von den spätgotischen Gewölben wurden im Barock die Rippen entfernt, nur in den zwei westlichsten Jochen der Seitenschiffe sind die Rippen erhalten, im Norden ein Sternrippengewölbe, im Süden ein Netzrippengewölbe. Den Pfeilern sind gotische Halbrunddienste mit einfachen Kapitellen vorgelegt. Die gemauerte spätgotische Westempore ist im Mittelschiff dreiachsig. Das eingeschnürte Turmjoch hat ein Stichkappentonnengewölbe, das Portal im Norden zur Sakristei nennt 1679, die Sakristei hat ebenfalls eine Stichkappentonne. Hinter dem Turmjoch folgt der breitere gotische Chor, Grundsteinlegung 1456, er ist zweijochig mit einem Dreiachtelschluss unter einem 1692 erneuertem Stichkappentonnengewölbe.
1777 erfolgte, gleichzeitig mit der Wallfahrtskirche Maria Altötting in Winklern, eine illusionistische Ausmalung des Kirchenraums durch Joseph Adam von Mölck. Im Chorgewölbe erbittet der Kirchenpatron, der hl. Martin, von der Trinität Schutz für die Stadt Oberwölz, deren historische Ansicht wiedergegeben ist; das Deckenfresko des Turmjochs zeigt Mariä Aufnahme in den Himmel. Im Langhausgewölbe sind drei Szenen aus dem Leben des hl. Martin sowie der Tod der Maria Magdalena und an den Hochwänden des Langhauses die Vorfahren Jesu bzw. Mitglieder der Heiligen Sippe dargestellt.

## Ausstattung

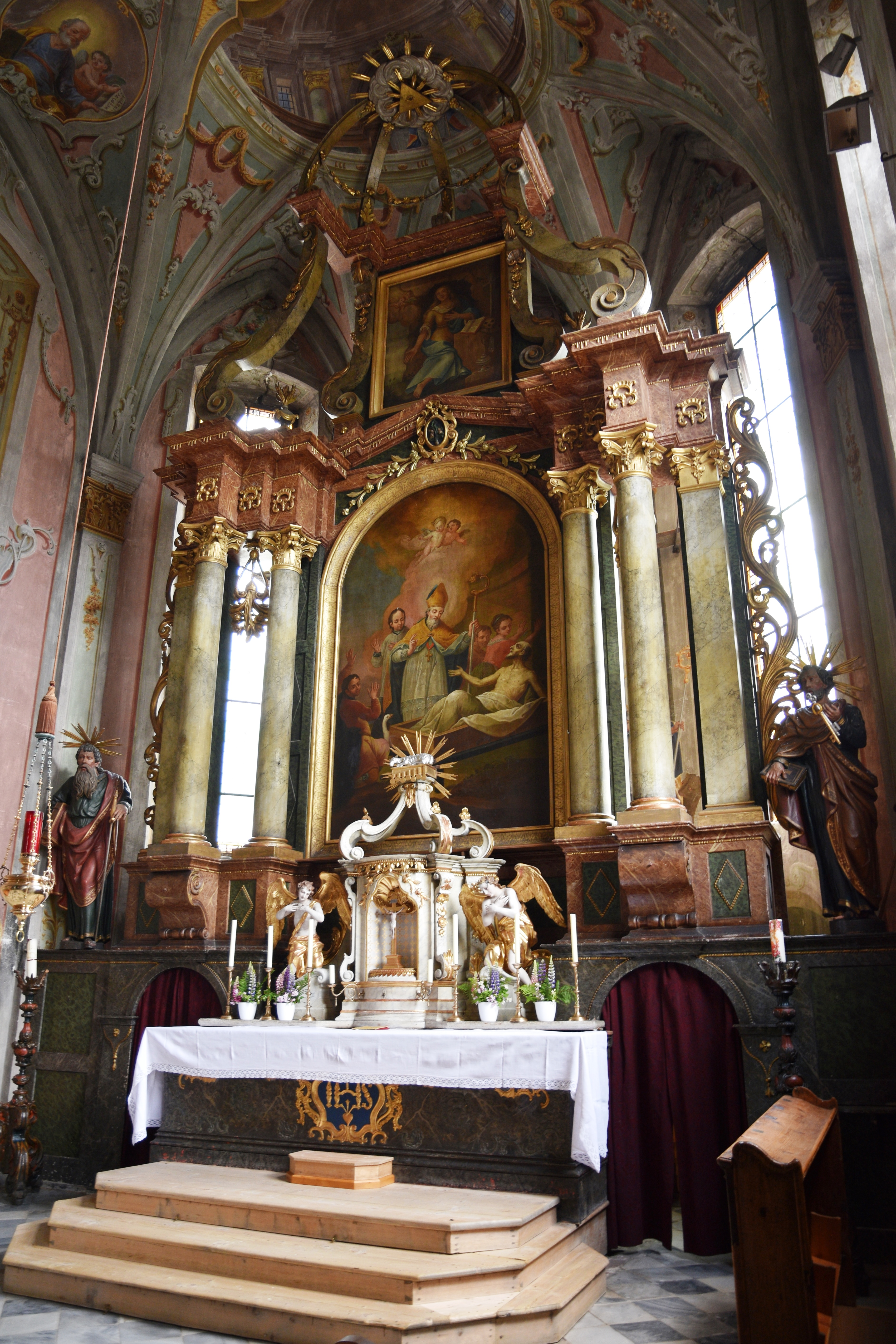
Der Hochaltar der Stadtpfarrkirche

Der Hochaltar aus 1845 wurde in barocker Tradition erbaut, er zeigt das Altarblatt hl. Martin wohl von Josef Adam Mölck und im Aufsatzbild Maria Magdalena.

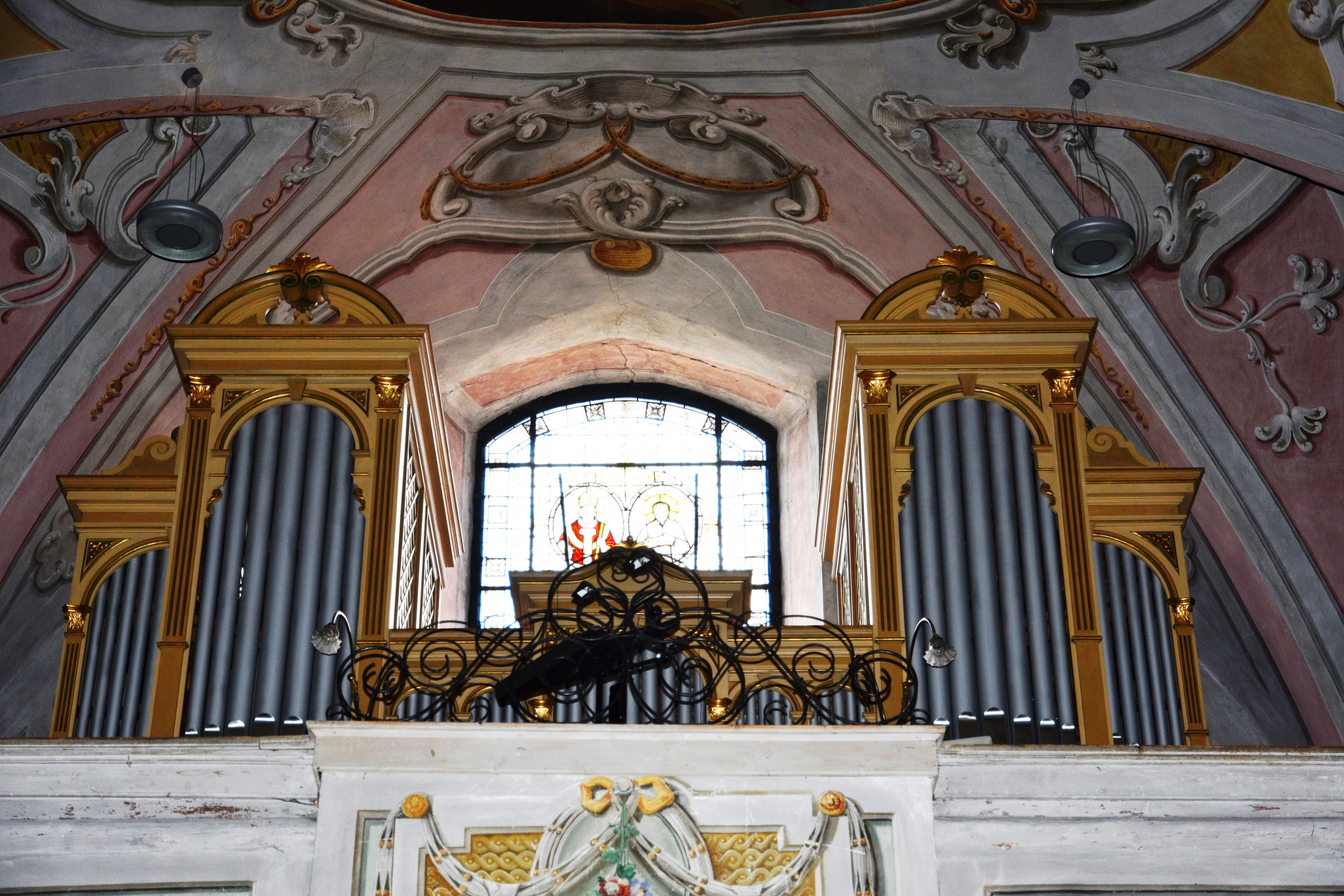
Orgel

Die Orgel wurde 1914 von Matthäus Mauracher erbaut. Das 2014 von Walter Vonbank restaurierte Werk besitzt die folgende Disposition:
| I. Manual C–g3 |              |              |
| 1.             | Principal    | 8′           |
| 2.             | Viola Gamba  | 8′           |
| 3.             | Dolce        | 8′           |
| 4.             | Philomela    | 8′           |
| 5.             | Doppelflöte  | 8′           |
| 6.             | Octav        | 4′           |
| 7.             | Spitzflöte   | 4′           |
| 8.             | Rauschquinte | 2 ⁄3‘ und 2′ |
| 9.             | Mixtur III   | 2′           |

| II. Manual C–g3 |              |              |
|                 | Viola Gamba  | 8′           |
|                 | Dolce        | 8′           |
|                 | Philomela    | 8′           |
|                 | Doppelflöte  | 8′           |
| 10.             | Aeoline      | 4′           |
| 11.             | Vox celestis | 2′           |
|                 | Octav        | 4′           |
|                 | Spitzflöte   | 4′           |
|                 | Rauschquinte | 2 ⁄3′ und 2′ |

| Pedal C–c1 |           |     |
| 12.        | Subbass   | 16′ |
| 13.        | Violon    | 16′ |
| 14.        | Bassflöte | 08′ |
| 15.        | Octavbass | 08′ |

## Grabdenkmäler
Außen
- Priestergrabstein Wolfgang Hochenecker gestorben 1532 mit Steinmetzzeichen.
- Am Chorschluss Grabstein A. v. Welz gestorben 1789 mit einem älteren reformatorischen Relief aus der zweiten Hälfte des 16. Jahrhunderts mit der Darstellung des Menschen zwischen Gesetz und Gnade.

Innen
- Wappengrabstein Welz 1512.
- Grabstein mit Ganzfigur des gerüsteten Hans Lienhart von Siglsdorf gestorben 1559.